# Szuwar

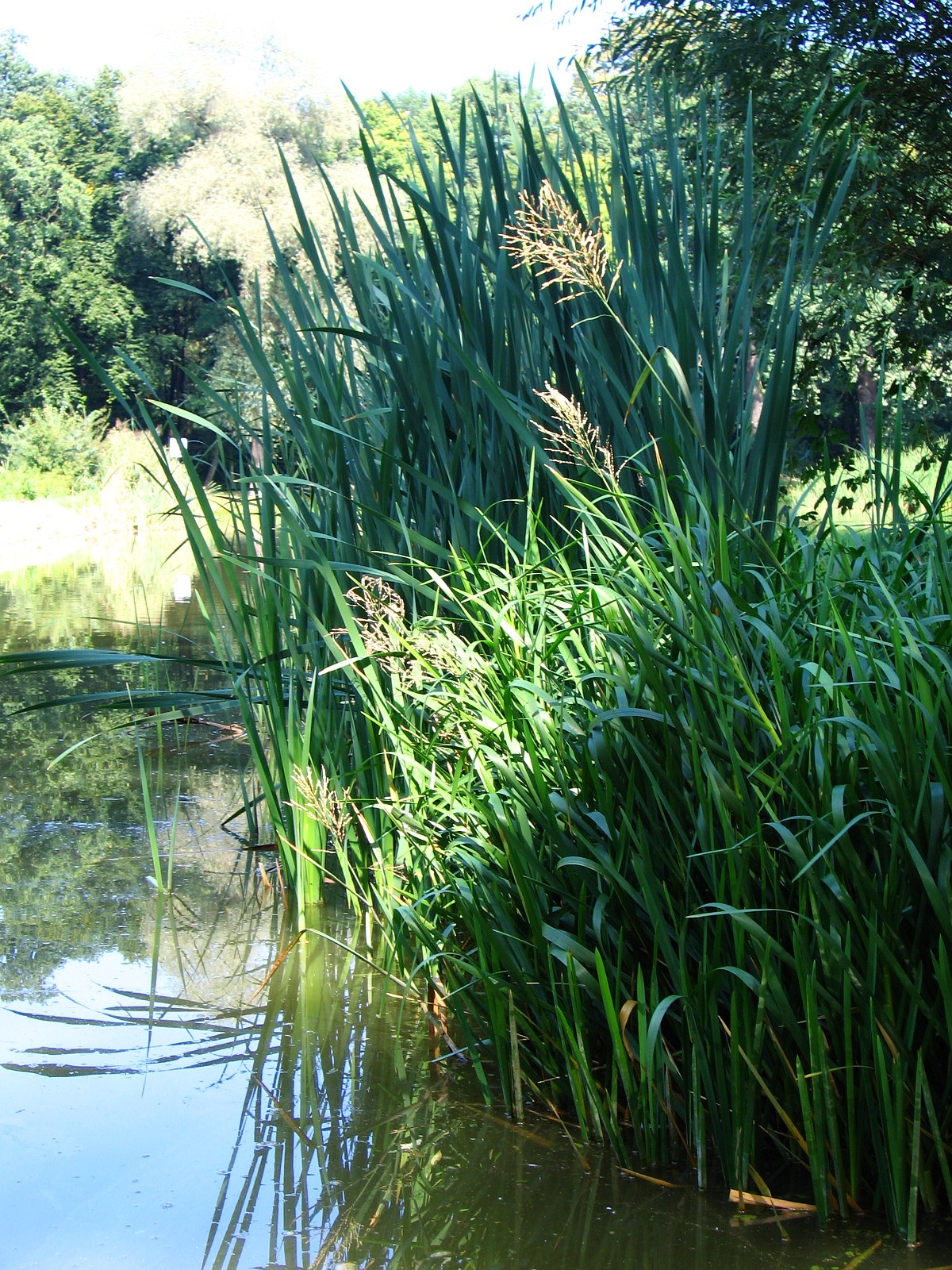
Szuwary wysokie (właściwe)

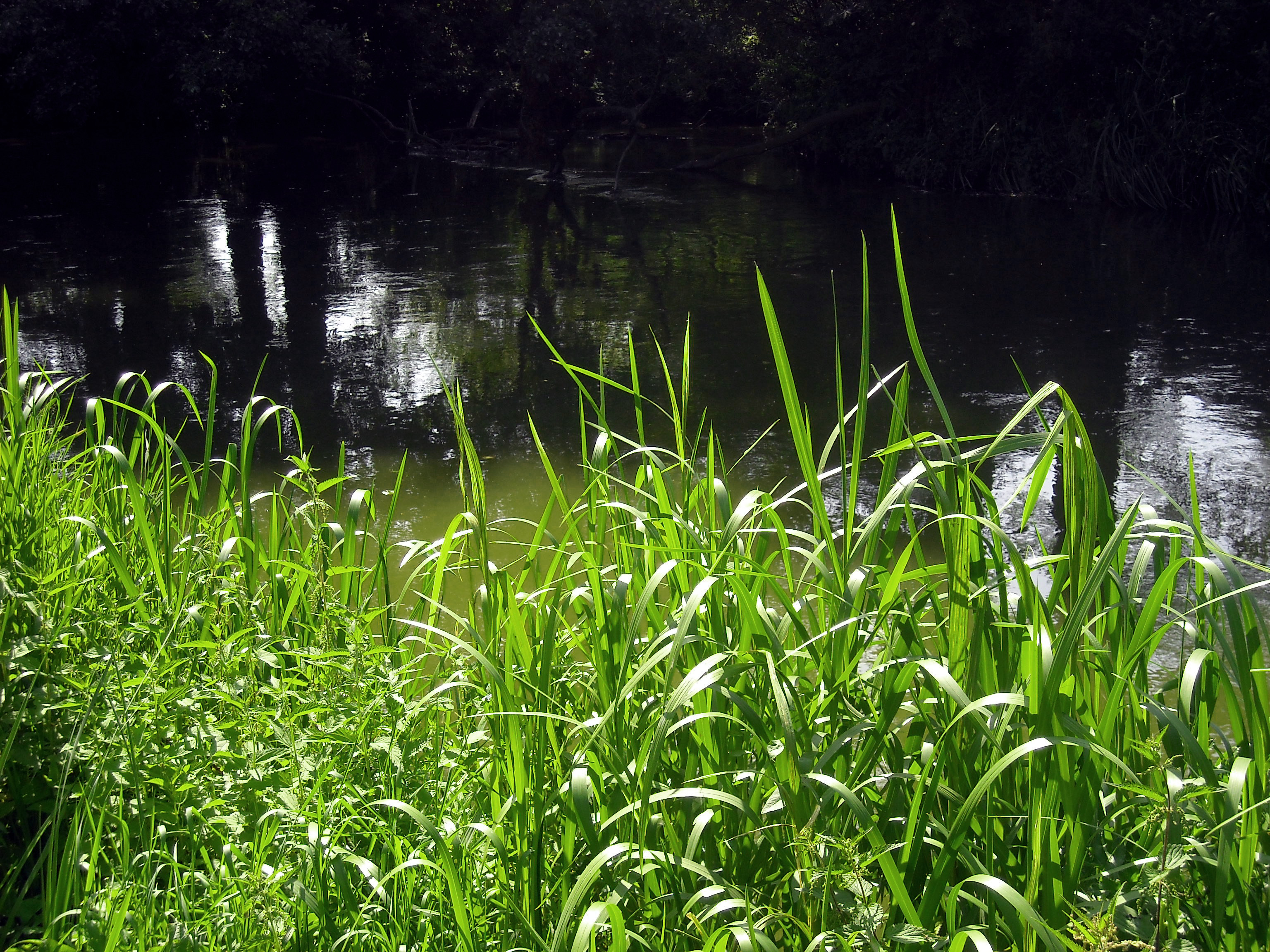
Szuwary nad Bystrzycą

Szuwar – strefa roślin przybrzeżnych (helofitów), występujących w litoralu jezior, rzek i wód przejściowych oraz ich dolinach. Wyróżnia się szuwar niski (bliżej brzegu), na który składają się głównie turzyce, oraz szuwar wysoki (budowany przez np. trzcinę, pałkę szerokolistną, oczeret jeziorny).
Szuwary są miejscem, gdzie składa i wysiaduje swoje jaja wiele ptaków wodnych. Są to zbiorowiska azonalne – występują na brzegach wód w różnych strefach klimatycznych.
W języku polskim nazwa „szuwar” jest jednocześnie jedną z ludowych nazw tataraku.

## Rodzaje szuwarów
Zbiorowiska szuwarów zgrupowane są w klasie Phragmitetea R. Tx. & Prsg. 1942. Zespoły wyróżnia się w większości przypadków na podstawie dominacji poszczególnych gatunków charakterystycznych.
- szuwary wysokie (właściwe, All. Phragmition), np.:
  - szuwar oczeretowy (Scirpetum lacustris), potocznie nazywany sitowiem.
  - szuwar szerokopałkowy (Typhetum latifoliae)
  - szuwar wąskopałkowy (Typhetum angustifoliae)
  - szuwar tatarakowy (Acoretum calami)
  - szuwar trzcinowy (Phragmitetum communis)
  - szuwar jeżogłówki gałęzistej (Sparganietum erecti)
  - szuwar przęstki pospolitej (Hippuridetum vulgaris)
  - szuwar strzałki wodnej i jeżogłówki pojedynczej (Sagittario-Sparganietum emersi)
  - szuwar ponikła błotnego (Eleocharitetum palustris)
  - szuwar skrzypowy (Equisetetum limosi)
  - szuwar mannowy (Glycerietum maximae)
- szuwary wielkoturzycowe (All. Caricion elatae, =Magnocaricion), np.:
  - szuwar kosaćcowy (Iridetum pseudacori)
  - szuwar turzycy prosowej (Caricetum paniculatae)
  - szuwar turzycy błotnej (Caricetum acutiformis)
  - szuwar turzycy zaostrzonej (Caricetum gracilis)
  - szuwar z turzycą sztywną (Caricetum elatae)
  - szuwar mozgowy (Phalaridetum arundinaceae)
- szuwary nad wodami płynącymi lub na obszarach źródliskowych (All. Sparganio-Glycerion fluitantis), np.:
  - szuwar z manną jadalną (Sparganio-Glycerietum fluitantis)
  - szuwar z manną fałdowaną (Glycerietum plicatae)
  - szuwar rukwiowy (Nasturtietum officinalis)

Gospodarcze znaczenie mają:
- szuwar mannowy (Glycerietum maximae) – koszony na ściółkę.
- szuwar mozgowy (Phalaridetum arundinaceae) – dostarczający siana.

Za zbiorowiska szuwarowe uważane są również nadmorskie łąki z klasy Juncetea maritimi.
W literaturze niebotanicznej zdarza się rozróżnienie na szuwary (odpowiadające mniej więcej szuwarom niskim, turzycowym) i oczerety (odpowiadające mniej więcej szuwarom właściwym, wysokim).